# The Real World
The Real World (conocido como Real World de 2014 a 2017) es una serie de televisión de realidad producida a través de MTV y Bunim/Murray Productions que actualmente se emite en Facebook Watch después de emitirse en MTV de 1992 a 2017 y fue producida originalmente por Mary-Ellis Bunim y Jonathan Murray. Emitido por primera vez en 1992, el programa, inspirado en la serie documental de 1973 de PBS An American Family, es el programa de más larga duración en la historia de MTV, una de las series de realidad más antiguas de la historia, y se le atribuye el lanzamiento del género moderno de reality shows. Siete a ocho adultos jóvenes son elegidos para vivir temporalmente en una nueva ciudad juntos en una residencia mientras se filman sin parar.
La serie fue aclamada en sus primeros años por representar temas de la juventud adulta contemporánea relevantes para su audiencia principal, como sexo, prejuicio, religión, aborto, enfermedades de transmisión sexual (SIDA) , muerte, política y abuso de sustancias, pero luego obtuvo una reputación como escaparate de inmadurez y comportamiento irresponsable.
Tras la muerte de Bunim por cáncer de mama en 2004, Bunim/Murray Productions continúa produciendo el programa. La última temporada emitida al aire en MTV, la 32, ambientada en Seattle, Washington, se estrenó el 12 de octubre de 2016.
La serie ha generado dos series relacionadas notables, ambas transmitidas por MTV: Road Rules, un programa hermano, que duró 14 temporadas (1995-2007),  y el programa de juegos de realidad spin-off The Challenge, que se ha presentado durante 35 temporadas desde 1998, superando así a Real World.
El 8 de junio de 2018, se anunció que MTV y Bunim-Murray Productions estaban trabajando en un renacimiento de The Real World, con la esperanza de vender la nueva versión a una plataforma de transmisión. En 2018, se anunció que el renacimiento se había vendido a Facebook Watch para una nueva temporada estadounidense, además de una versión mexicana y tailandesa del programa. La trigésima tercera temporada se filmó en Atlanta, Georgia y se estrenó el 13 de junio de 2019 junto con las primeras nuevas versiones localizadas internacionales desde 1996: El Mundo Real en la Ciudad de México y The Real World: Bangkok .

## Historia
The Real World se inspiró en la serie documental de 1973 PBS An American Family. Se centra en la vida de un grupo de extraños  que audicionan para vivir juntos en una casa durante varios meses, mientras las cámaras graban sus relaciones interpersonales. El espectáculo se muda a una ciudad diferente cada temporada. El metraje filmado durante el tiempo que pasaron los compañeros de casa juntos se editó en episodios de 22 minutos durante las primeras 19 temporadas, y luego en episodios de 44 minutos a partir de The Real World: Hollywood, la vigésima temporada de la serie, antes de acortarse a una duración de 30 minutos para su trigésima tercera temporada. La narración dada sobre la secuencia del título de apertura utilizada durante las primeras 28 temporadas por los siete compañeros de casa establece alguna variación de lo siguiente:
Esta es la historia real ... de siete extraños ... elegidos para vivir en una casa ... (trabajar juntos) y grabar sus vidas ... para descubrir qué sucede ... cuando la gente deja de ser amable ... y comienza a ser real ... El mundo real .
The Real World se inspiró originalmente en la popularidad de los espectáculos orientados a la juventud de la década de 1990 como Beverly Hills, 90210 y Melrose Place. Bunim y Murray inicialmente consideraron desarrollar una serie guionada en una línea similar, pero rápidamente decidieron que el costo de pagar a escritores, actores, diseñadores de vestuario y maquilladores era demasiado alto. Decidieron ir en contra de esta idea y, en el último minuto, sacaron el concepto (y el elenco) antes de que se convirtiera en la primera temporada del programa. Tracy Grandstaff, una de las siete originales elegidas para lo que se conoce como "Temporada 0", saltó a la fama menor como la voz del personaje animado de Beavis y Butt-Head, Daria Morgendorffer, quien finalmente obtuvo su propio spin-off, Daria. El productor de televisión holandés Erik Latour afirma que las ideas para El mundo real se derivaron directamente de su programa de televisión Nummer 28, que se emitió en 1991 en la televisión holandesa. Bunim/Murray decidió la idea más barata de elegir a un grupo de "personas normales" para vivir en un departamento y grabar su vida cotidiana, creyendo que siete personas diversas tendrían una base suficiente para interactuar sin guiones. La producción convirtió un dúplex masivo de 4000 pies cuadrados en Soho, elevó a siete miembros del elenco de 500 solicitantes y les pagó $ 2,600 por su tiempo en el programa. El elenco vivió en el desván del 16 de febrero al 18 de mayo de 1992. La serie se estrenó tres días después, el 21 de mayo de 1992. 
En el momento de su emisión inicial, las críticas del programa fueron en su mayoría negativas. Matt Roush, de USA Today, caracterizó el programa como "dolorosamente falso" y "un nuevo punto bajo cínico y explotador en la televisión", comentando: "Viendo The Real World, que falla como documental (demasiado falso) y como entretenimiento (demasiado aburrido), es difícil saber quién usa más a quién". Tom Shales, de The Washington Post comentó: "Ah, ser joven, lindo y estúpido, y tener demasiado tiempo libre ... Tal es el problema que enfrentan los malhechores del mundo real, algo nuevo en la tortura insoportable de las mentes ocupadas en MTV". Shales también comentó sobre las opciones creativas de carrera de los miembros del elenco, diciendo: "Quizás quieras pensar en conseguir un trabajo real".
No obstante, la serie fue un éxito entre los espectadores. Una señal temprana de la popularidad del programa se produjo en el episodio del 2 de octubre de 1993 del programa de comedia, Saturday Night Live, que parodiaba los recurrentes argumentos del elenco de Los Ángeles en la segunda temporada sobre el cliquismo, los prejuicios y las diferencias políticas. 
El programa también ganó mucha atención con su tercera temporada, The Real World: San Francisco, que se emitió en 1994, y describió el conflicto entre David "Puck" Rainey, un mensajero en bicicleta criticado por su pobre higiene personal, y sus compañeros de cuarto, especialmente el activista contra el SIDA Pedro Zamora.  A medida que el programa aumentó en popularidad, la vida de Zamora como alguien que vivía con SIDA ganó considerable atención, atrayendo la atención de los medios. Zamora fue uno de los primeros hombres abiertamente homosexuales con SIDA en ser retratado en los medios populares, y después de su muerte el 11 de noviembre de 1994 (pocas horas después de que se emitiera el episodio final de su temporada), el entonces presidente Bill Clinton lo elogió. El amigo y compañero de cuarto de Zamora durante el programa, Judd Winick, se convirtió en un exitoso escritor de cómics y escribió la novela gráfica nominada al Premio Eisner Pedro y yo, sobre su amistad con Zamora, así como de alto perfil e historias controvertidas en los principales cómics de superhéroes que presentaban temas relacionados con gays y SIDA. Los conflictos de Zamora con Rainey no solo se consideraron puntos emocionales para esa temporada, pero se les atribuye haber hecho de The Real World un programa exitoso y demostrar que el formato infantil de televisión "reality" era uno que podía traer considerables calificaciones a una red.  En julio de 1995, la serie superó a Beavis y Butt-head como el programa mejor calificado de la red durante la cuarta temporada, The Real World: London. 

## Salto a la fama
Aparecer en el programa a menudo ha servido como trampolín para un mayor éxito, especialmente en la industria del entretenimiento. 
Eric Nies, del elenco de Nueva York, se convirtió en modelo, actor y presentador de televisión. Su compañero de casa, Kevin Powell, se convirtió en un exitoso autor, poeta, periodista, y político. Su compañera de casa Heather B. Gardner se convirtió en artista de música hip-hop bajo el nombre profesional de Heather B. 
La integrante del elenco de Los Ángeles, Beth Stolarczyk, ha producido calendarios y programas de televisión para hombres y mujeres con personalidades de la televisión real, incluidos ella misma y otros exalumnos del Real World, incluida Tami Roman (quien se convirtió en miembro del elenco de Basketball Wives y spin-off Basketball Wives LA ), 2002–2003 Las Vegas ' Trishelle Cannatella , 2002 Chicago ' s Tonya Cooley y vuelta a Nueva York's Coral Smith. Stolarczyk Cannatella y Flora Alekseyeun de Miami aparecieron en la revista Playboy de mayo de 2002, con problemas posteriores destacando la compañera de casa de Cannatella en 2002-2003 en Las Vegas, Arissa Hill.  Cooley apareció en playboy.com. Además de la revista Playboy , Cannatella también posó para el Playboy Cyber Club en línea,  así como para la revista Stuff. 
El alumno de San Francisco, Judd Winick, es un escritor y artista de cómics, y la mayoría de su trabajo aparece en cómics publicados por DC Comics, incluida la escritura de personajes tan conocidos como Batman, Green Arrow y Green Lantern. Winick también publicó Pedro y yo, una novela gráfica sobre su amistad con su compañero de reparto Pedro Zamora, quien murió de complicaciones relacionadas con el SIDA poco después de su experiencia en el programa.
La carrera de actuación de Jacinda Barrett, miembro del elenco de Londres, incluye películas como Ladder 49, The Namesake, The Human Stain y Bridget Jones: The Edge of Reason.
El miembro del elenco de Boston, Sean Duffy, fue elegido miembro de la Cámara de Representantes de los Estados Unidos por el séptimo distrito del Congreso de Wisconsin en 2010 como miembro del Partido Republicano. Está casado con la exalumna de San Francisco Rachel Campos-Duffy , una personalidad conservadora de la televisión.
Lindsay Brien, del elenco de Seattle, se convirtió en una personalidad de la radio y de CNN. 
El miembro del elenco de Hawái Tecumseh "Teck" Holmes III apareció en películas como Van Wilder de National Lampoon y en series de televisión como Friends. 
Mike Mizanin también ha encontrado fama como luchador de la WWE bajo el nombre de "The Miz", un personaje que debutó durante la temporada de Regreso a Nueva York. Sus éxitos han incluido el WWE World Heavyweight Championship. 
La carrera de actuación del miembro del elenco de Chicago Kyle Brandt incluye protagonizar la telenovela Days of Our Lives.  Su compañera de reparto Tonya Cooley también apareció en un especial de MTV de True Life: I'm a Reality TV Star. 
Los miembros del elenco de Las Vegas Trishelle Cannatella y Steven Hill aparecieron en la película de terror Scorned. Cannatella también ha aparecido en otros reality shows, como The Surreal Life, Battle of the Network Reality Stars y Kill Reality, este último también presentó a Hill y Cooley.
La compañera de reparto de París, Mallory Snyder, se convirtió en modelo, sobre todo en la edición anual de trajes de baño de la revista Sports Illustrated en 2005 y 2006.
La integrante del reparto de San Diego, Jamie Chung, ha aparecido en varios papeles de televisión y cine, incluyendo Dragonball Evolution, Sorority Row, The Hangover Part II y Once Upon a Time. Cameran Eubanks, también del elenco de San Diego 2004, ha sido un personaje principal en la exitosa serie de reality de Bravo Southern Charm desde su primera temporada en marzo de 2014. El miembro del elenco de Filadelfia Karamo Brown apareció como miembro del elenco en la realidad original de TV One serie The Next: 15 y es el anfitrión de Are You the One? Segundas oportunidades. También es la guía de cultura en el reinicio de Queer Eye, de Netflix.
Emily Schromm, miembro del elenco de Washington D. C. , fue votada como la ganadora de la próxima estrella de Fitness de Women's Health en Estados Unidos en agosto de 2014, y aparecerá en una serie de DVD de fitness . 
El miembro del reparto de Portland, Jordan Wiseley, apareció en la serie original de OWN Network, Tyler Perry 's If Loving You Is Wrong.
Docenas de exmiembros del elenco de The Real World y su producción hermana Road Rules han aparecido en la serie spin-off The Challenge, que paga $ 100,000 o más a sus ganadores. Varios miembros del elenco también se han ganado la vida como oradores públicos, ya que Bunim-Murray Productions financió su capacitación en oratoria motivacional por parte de la Fundación Points of Light en 2002, lo que les permitió ganar entre $ 1,500 y $ 2,000 para una aparición en el circuito de conferencias universitarias.

## Formato y estructura
Cada temporada consta de siete a ocho personas (en las temporadas iniciales de 18 a 26 años antes de cambiar a 21 a 26 y actualmente elegidas para 21 a 34), generalmente seleccionadas entre miles de solicitantes de todo el país, y el grupo elegido generalmente representa diferentes razas, sexos, orientaciones sexuales, niveles de experiencias sexuales y creencias religiosas y políticas. Si un miembro del reparto decide mudarse, o si todos sus compañeros de habitación se lo piden, los compañeros de habitación a menudo recibirán un reemplazo, dependiendo de cuánto tiempo de filmación le quede. Los miembros del reparto reciben un pequeño estipendio por su participación en el programa. El elenco de la primera temporada, por ejemplo, recibió $ 2,500. Sin embargo, debido a que los miembros del reparto no son actores que interpretan personajes, no reciben residuales pagados rutinariamente a los actores cada vez que se transmite y se reproduce un programa de televisión en el que aparecen. 
Cada temporada comienza con los miembros individuales de la casa que se muestran saliendo de casa, a menudo por primera vez, y/o conociendo a sus compañeros mientras están en tránsito a su nuevo hogar, o en la casa misma. La excepción fue la temporada de Los Ángeles , que se estrenó con dos compañeros de casa recogiendo un tercero en su casa de Kentucky y conduciendo en un RV Winnebago a su nuevo hogar en Los Ángeles.
La residencia es típicamente elaborada en su decoración, y durante muchas temporadas fue amueblada por IKEA. La residencia generalmente incluye una mesa de billar, un jacuzzi y, en muchas temporadas, un acuario, que sirve como metáfora del espectáculo, en el sentido de que los compañeros de habitación, que están siendo grabados en todo momento en su hogar, son vistos metafóricamente como pez en una pecera.  Este punto se puntúa no solo por el hecho de que la tarjeta de título del logotipo de MTV que se ve después de los créditos de cierre de cada episodio está diseñada como un acuario, sino también por un poema que Judd Winick escribió durante su estancia en la casa de San Francisco de 1994 llamado "Pecera". En algunas temporadas, el grupo cuenta con un automóvil compartido para usar durante su estadía, o en el caso de la temporada de St. Thomas, un bote a motor con chofer para transportar a los miembros del reparto desde su residencia en la isla Hassel a Charlotte Amalie. También hay un teléfono residencial y una computadora para que los miembros del reparto tengan contacto con familiares y amigos, ya que no se les permite usar sus teléfonos móviles durante su estadía en la casa.
Los compañeros de casa son grabados durante todo el día. La casa está equipada con cámaras de video montadas en las paredes para capturar momentos más íntimos, y numerosos equipos de cámaras que constan de tres a seis personas siguen al elenco alrededor de la casa y en público. En total, se utilizan aproximadamente 30 cámaras durante la producción. Cada miembro del elenco tiene instrucciones de ignorar las cámaras y la tripulación,  pero deben usar una batería y un micrófono para grabar su diálogo, aunque se sabe que algunos miembros del elenco los apagan o los ocultan a veces. La única área de la casa en la que se restringe el acceso a la cámara son los baños. 
A pesar de la incomodidad inicial de estar rodeado de camarógrafos, los miembros del elenco han declarado que eventualmente se ajustan a él, y que su comportamiento es puramente natural y no está influenciado por el hecho de que están siendo grabados. Winick, un exalumno de la tercera temporada del programa (San Francisco), agrega que los miembros del elenco finalmente dejan de pensar en las cámaras porque es demasiado agotador para no hacerlo, y que el hecho de que sus vidas fueron documentadas hizo que pareciera "más real ". Otros miembros del reparto tienen diferentes cuentas relacionadas. Miembros del elenco de Londres encontraron las cámaras pesadas a veces, como Jay Frank y Jacinda Barrett, quienes sintieron que se entrometieron en la intimidad de sus relaciones románticas. Lars Schlichting contó una anécdota en la que el compañero de cuarto Mike Johnson hizo una pregunta cuando las cámaras no estaban presentes, y luego hizo la misma pregunta cinco minutos después cuando las cámaras estaban presentes, lo que Schlichting agrega que no era típico de Johnson. El propio Johnson ha comentado que su compañera de reparto Barrett "se equivocó mucho" y que su compañera de cuarto Sharon Gitau retuvo detalles de su vida por temor a que su abuela reaccionara negativamente. El movimiento de los compañeros de cuarto fuera de la residencia está restringido a los lugares autorizados por los productores a través de acuerdos contractuales con lugares para permitir la filmación. 
Los productores hicieron una excepción al protocolo de grabación durante la tercera temporada, cuando Pedro Zamora solicitó que se le permitiera salir a una cita sin las cámaras, porque la ansiedad normal asociada con las primeras citas se vería exacerbada por la presencia de cámaras. 
Al final de cada semana, cada compañero de casa debe sentarse y ser entrevistado sobre los eventos de la semana pasada. A diferencia de la grabación diaria normal, estas entrevistas, que se conocen como "confesionarios", involucran al sujeto que mira directamente a la cámara mientras proporciona opiniones y relatos reflexivos de las actividades de la semana, las que se utilizan en los episodios finales editados. Los productores instruyen al elenco para que hablen sobre lo que deseen,  y hablen en oraciones completas, para reforzar la percepción del espectador casero de que el elenco les está hablando. Winick describió esta práctica como "como una terapia sin la ayuda", pero finalmente fueron delegados a miembros del personal de producción como George Verschoor y Thomas Klein. A partir de la segunda temporada (Los Ángeles), se incorporó una pequeña habitación insonorizada en cada casa para este propósito, que también se conoce como el Confesionario. (La práctica de insonorización parece haber sido descontinuada en temporadas posteriores).
Los diversos actores fueron a menudo creativos en el uso del confesionario, al que Bunim y Murray se refirieron como "locura inspirada", como un confesionario grupal que el elenco de Los Ángeles realizó en su último día para parecer menos polémico, pero que terminó con ellos discutiendo y saliendo. Una aparición del compañero de casa de San Francisco Judd Winick en el hábito de una monja, y las compañeras de cuarto de Miami Melissa Padrón y Flora Alekseyeun se disfrazaron de prostitutas para un confesionario compartido en el que discuten por qué sus compañeras de habitación no se llevaban bien con ellas. Durante el Mardi Gras, el miembro del elenco del 2000 de Nueva Orleans, Danny Roberts, utilizó el confesionario para participar en un acto sexual. 
Inicialmente, el programa documentó a los compañeros de casa mientras luchaban por encontrar y mantener trabajos y carreras en sus nuevos lugares, con actividades grupales mínimas aparte de sus vidas cotidianas en la casa y su socialización en la ciudad. La única actividad grupal diseñada por los productores durante la primera temporada fue un viaje para las tres mujeres a Jamaica. Para la segunda temporada, enviar a todo el elenco de vacaciones y/o un viaje local a corto plazo se convertiría en la norma para la mayoría de las temporadas. Para la quinta temporada, al elenco se le daría una actividad continua durante toda la temporada, y el elenco de Miami recibió dinero de inicio y un asesor comercial para comenzar su propio negocio. Este aspecto del espectáculo se mantuvo en la mayoría de las temporadas posteriores. Las tareas son obligatorias, con yesos asignados para trabajar en un programa de guardería después de la escuela, una estación de radio, una estación de televisión de acceso público, etc. A partir de la décima temporada, se implementó una regla que requería que un compañero de cuarto fuera despedido del trabajo grupal, ser desalojado de la casa y echado del elenco. Greg Halstead de Hollywood y Joey Rozmus de Cancún, fueron desalojados de sus respectivas casas después de que fueron despedidos de sus puestos de trabajo en grupo. Comenzando en la temporada 28, ciertos trabajos en el área fueron aprobados por la producción que el elenco tenía la libertad de solicitar independientemente si lo deseaba.
Las imágenes grabadas a lo largo de cada temporada se editan en episodios (episodios de media hora para las primeras 19 temporadas, episodios de una hora que comienzan con el vigésimo). 
La violencia física de cualquier tipo generalmente no es tolerada por los productores. Después de que ocurre un incidente, los productores o los miembros del reparto generalmente tienen la opción de elegir si un compañero de casa violento puede quedarse, debido a una cláusula contractual que prohíbe la violencia. Después de un incidente durante la temporada de Seattle en la que Stephen Williams abofeteó a Irene McGee mientras se mudaba, los compañeros de casa debatieron una respuesta al evento, que no estuvieron presentes pero se les mostró una cinta de video del incidente. Los productores, que no querían ser vistos tolerando la violencia, les dieron a los compañeros de casa la opción de que se fuera, pero en cambio los compañeros de casa decidieron dejarlo quedarse, y Williams recibió la orden de asistir a una clase de manejo de la ira. Durante la temporada 2002-2003 de Las Vegas, Brynn Smith y Steven Hill entraron en un altercado en el que Smith arrojó un tenedor a Hill. Hill contactó a los productores que le notificaron que dependía del elenco decidir el destino de Smith. El elenco le permitió a Hill tomar la decisión final, y eligió que Smith pudiera quedarse. Durante la temporada de Sydney, Trisha Cummings empujó a Parisa Montazaran al suelo durante un altercado acalorado. Los productores le dieron a Montazaran la opción de si Cummings podía quedarse o irse, y ella eligió que Cummings tuviera que irse. Durante la temporada de Denver los compañeros de casa Tyrie Ballard y Davis Mallory se metieron en un altercado explosivo que requirió que la producción interviniera en la pantalla y separara a los dos antes de que ocurriera violencia. De manera similar, los compañeros de reparto de Hollywood William Gilbert y Dave Malinosky tuvieron un altercado explosivo con su compañero de casa Greg Halstead, que también requirió la intervención de la producción, así como Gilbert y Malinosky para someterse a un control de ira. Durante la temporada de Portland, Nia Moore atacó físicamente a Johnny Reilly en represalia por arrojárle una bebida a propósito durante un altercado acalorado, y luego tuvo un altercado físico con Averey Tressler, cuando Tressler defendió a Reilly de un intento de Moore de atacar a Reilly nuevamente con una secadora de pelo. Moore también hizo una excepción al entrar en contacto con la materia fecal de Daisy, la mascota de Tressler. A diferencia de temporadas anteriores en las que el único compañero de casa asaltado tenía la única opción de decidir si el atacante podía quedarse, el elenco de Portland hizo que sus productores decidieran que solo aquellos que no estaban involucrados en la confrontación podían decidir si Moore podía quedarse por mayoría de votos. Decidieron dejarla quedarse, y los productores no ordenaron a Moore que manejara la ira, a pesar de las amenazas posteriores de atacar a otros miembros del elenco. Como resultado, En los últimos tres episodios de la temporada Go Big o Go Home, las compañeras de reparto Jenna Thomason y Ceejai Jenkins tuvieron dos altercados físicos mientras estaban en la casa. Durante el segundo altercado, Jenkins le hizo a Thomason un ojo morado y contusiones. Como resultado, ambos fueron eliminados por producción debido al altercado. 
Los miembros del elenco también están sujetos a pruebas de drogas al azar, y un miembro del elenco que no aprueba una prueba de drogas conducirá a su desalojo de la casa. Este fue el caso de Brandon Kane de la temporada de St. Thomas, quien fue sacado de la casa en el undécimo episodio de esa temporada después de dar positivo por el consumo de cocaína. 
Los miembros del reparto son responsables por cualquier daño a la propiedad que haya ocurrido dentro de la casa. Por ejemplo, se le exigió a JD Ordoñez de Brooklyn que pagara $ 350 después de destruir una mesa de café en un episodio, y a Adam Royer de Las Vegas (2011) considerado responsable por el daño de $ 3,105 por su comportamiento borracho y desordenado causado a la suite que albergaba el elenco de esa temporada.

## Temas recurrentes

### Prejuicio
Como sus experiencias en The Real World fueron a menudo la primera vez que los miembros del reparto se encontraron con personas de diferentes razas u orientaciones sexuales, muchos episodios documentaron conflictos sobre estos temas. El compañero de casa de la primera temporada Kevin Powell tuvo tales discusiones con Eric Nies, Julie Gentry y Becky Blasband. El primer episodio de la temporada de Los Ángeles mostró epítetos regionales intercambiados entre Jon Brennan, Dominic Griffin y Tami Roman. En 1994 El trato de David "Puck" Rainey, compañero de casa de San Francisco, sobre la homosexualidad de Pedro Zamora fue un problema para Zamora. Flora Alekseyeun, durante una discusión con sucompañera de cuarto de Miami, Cynthia Roberts, desestimó lo que ella llamó la "actitud negra" de Roberts, y su compañera de cuarto Melissa Padrón, durante un intercambio acalorado con Dan Renzi, abiertamente gay, lo calificó de "flamer". Racismo e intolerancia religiosa fueron un punto de discusión entre las compañeras de casa de Nueva Orleans de 2000 Julie Stoffer, Melissa Howard y Jamie Murray en más de una ocasión. 
Las visiones estereotipadas sobre los negros impartidas al miembro de reparto de Regreso a Nueva York Mike Mizanin por su parte ofendió a Coral Smith y Nicole Mitsch cuando les relaciona, y trataron de educar en la cultura afroamericana. También se sintieron ofendidos por el hecho de que su compañero de cuarto birracial Malik Cooper usaba una camiseta con la imagen de Marcus Garvey, quien estaba en contra del mestizaje, a pesar de que Cooper era de herencia mixta y, según él mismo había admitido, "Nunca salí con una mujer negra". 
El participande de la edición de Filadelfiaia Karamo Brown expresó siendo racista límite hacia los caucásicos,  a pesar de que se había suavizado en estos sentimientos por el final de la temporada. En la temporada de Denver, Davis Mallory y Stephen Nichols se enfrentaron por la homosexualidad de Mallory y la raza de Nichols, y Mallory luego utilizó un epíteto racial durante una discusión de borrachera con su compañera de casa negra Tyrie Ballard. 
Durante la temporada de Sydney, la compañera de casa persa Parisa Montazaran se ofendió por una anécdota relacionada con su compañera de casa Trisha Cummings, en la que Cummings describió a una empleada asiática de McDonald's cuyo dominio del inglés no era perfecto, aunque Cummings más tarde insistió en que había escrito mal su anécdota. Una confrontación similar ocurrió durante la temporada de Brooklyn entre JD Ordoñez y Chet Cannon, después de que un borracho Ordoñez hizo declaraciones ofensivas sobre inmigrantes, luego de un incidente en una farmacia. 
Kimberly Alexander de Hollywood tuvo una discusión con Brianna Taylor, que es afrodescendiente, y dijo: "No nos metamos en el gueto ". Cuando su compañero de cuarto William Gilbert vio esto como racista, Alexander explicó que Taylor se había descrito a sí misma que a veces se comportaba como "gueto", y simplemente se refería a eso. 
Durante la temporada de 2010 de Nueva Orleans, las tensiones aumentaron entre Ryan Leslie y Preston Roberson-Charle,s abiertamente gay, en medio de preguntas sobre la propia sexualidad de Leslie y su uso mutuo de insultos homofóbicos.  Además, Roberson-Charles también hizo algunos comentarios homofóbicos sobre el compañero de casa Ryan Knight.  Durante la temporada 2011 de San Diego, surgieron tensiones entre Frank Sweeney y sus compañeros de casa Zach Nichols y Nate Stodghill sobre la bisexualidad de Sweeney, y Nichols luego hizo lo que dijo que tenía la intención de ser un comentario humorístico para el compañero de cuarto lesbiano Sam McGinn que aludía al ataque gay, a lo que McGinn tomó excepción.  En la temporada de Go Big o Go Home, Jenna Thomason hizo comentarios homofóbicos y racistas hacia sus compañeros de cuarto, causando tensión entre ella y el resto del elenco.

### Política y religión
El compañero de casa de Los Ángeles, Jon Brennan, no estuvo de acuerdo con la decisión de Tami Roman de abortar, y discutió con su compañero de reparto Aaron Behle y la novia de Behle, Erin, quienes eran proabortistas. Rachel Campos, un miembro republicano conservador del elenco de San Francisco de 1994, se enfrentó con sus compañeros liberales Mohammed Bilal y Judd Winick, compañeros de casa de París Simon Sherry-Wood y Leah Gillingwater discutieron sobre la Guerra de Irak, y en un episodio posterior, Chris "CT" Tamburello se volvió confrontativo y amenazante con Adam King, haciendo referencia a la guerra. Nehemiah Clark, del elenco de Austin, expresó su desaprobación por el presidente George W. Bush y la Guerra de Irak, entrando en conflicto con Rachel Moyal, quien sirvió en Irak como médico de combate para el ejército de los Estados Unidos. Dunbar Flinn de Sydney enfureció a Parisa Montazaran y Trisha Cummings con sus comentarios sobre Jesús y la Biblia. Las elecciones presidenciales de Estados Unidos de 2008 sirvieron para resaltar las diferencias políticas entre el elenco de Brooklyn. En el estreno de la temporada de Washington D. C. , el ateo Ty Ruff tuvo una discusión con sus compañeras cristianas Ashley Lindley y Mike Manning. 

### Romance
Muchos miembros del reparto trataron de mantener relaciones a larga distancia que precedieron a su tiempo en el programa, aunque permanecer fiel a menudo era un desafío. Flora Alekseyeun de Miami intentó mantener relaciones con dos novios simultáneamente. En 2000 Danny Roberts de Nueva Orleans engañó a su novio Paul, que estaba estacionado en el ejército. Durante la temporada de Seattle, la novia de Nathan Blackburn estaba preocupada por su relación. Shauvon Torres salió de la casa de Sydney para reconciliarse con su ex prometido. Sus compañeras de casa, Trisha Cummings,  KellyAnne Judd y Dunbar Merrin, todos coquetearon, salieron o tuvieron relaciones sexuales con personas distintas de sus seres queridos en casa. La participante de Cancún Jonna Mannion, de Washington Josh Colón y de Las Vegas 2011 Nany González cercenaron relaciones a largo plazo tras las sospechas y las admisiones de la infidelidad, y en el caso de González, después de que ella comenzó una relación con el compañero de casa Adam Royer. 
Algunos miembros del reparto desarrollaron relaciones románticas con sus compañeros de reparto. En 1994 los compañeros de cuarto de San Francisco Pam Ling y Judd Winick se casaron, igual que los compañeros de cuarto Rachel Campos y Sean Duffy del elenco de Boston. En la temporada 2002-2003 de Las Vegas, Trishelle Cannatella y Steven Hill consumaron un romance durante el espectáculo, mientras sus compañeros de cuarto Irulan Wilson y Alton Williams comenzaron una relación, la cual continuó durante tres años después de que se mudaron de la suite de Las Vegas. El elenco de Austin generó dos relaciones, entre Wes Bergmann y Johanna Botta, así como con Danny Jamieson y Melinda Stolp; la última pareja se casó en agosto de 2008 pero se divorció en la primavera de 2010. William Gilbert de Hollywood se involucró en una relación en The Real World: LA con la participante de  Key West Janelle Casanave, quien hizo apariciones especiales en varios episodios durante esa temporada. Sin embargo, su relación terminó cuando Gilbert luego se sintió atraído por su compañera de cuarto Brittni Sherrod. Los compañeros de casa de Portland Johnny Reilly y Averey Tressler desarrollaron una atracción mutua  lo que llevó a una relación que continuaron durante un año después de que terminó la filmación. 

### Sexualidad
El nivel de experiencia sexual varía entre los miembros del reparto de una temporada determinada. Julie Gentry de Nueva York, Jon Brennan de Los Ángeles y Aaron Behle, Cory Murphy y Rachel Campos de San Francisco de 1994, Rebecca Lord de Seattle, los participantes de Nueva Orleans 200 Matt Smith y Julie Stoffer, Mallory Snyder de Paris, Lacey Buehler de Austin, Chet Cañon de Brooklyn y Meagan Melancon de Atlanta,  por ejemplo, todos declararon que eran vírgenes durante sus respectivas temporadas. En el otro extremo del espectro estaban David Broom de Nueva Orleans 200 y Joey Rozmus de Cancún, que se enorgullecía de su promiscuidad con varias parejas sexuales durante sus respectivas temporadas. Jenn Grijalva y Alex Smith de Denver, Kellyanne Judd  y Dunbar Flinn de Sídney, Ayiiia Elizarraras de Cancún, y Nany González y Heather Marter de Las Vegas 2011 fueron íntimamente sexuales con múltiples compañeros de reparto durante sus respectivas temporadas.
Más de una vez, sus compañeras de casa han estado involucradas en el embarazo, como Steven Hill y Trishelle Cannatella durante la temporada 2002-2003 de Las Vegas,  Cohutta Grindstaff y KellyAnne Judd durante la temporada de Sydney, y Leroy Garrett y Naomi Defensor durante la temporada 2011 de Las Vegas. 
Sharon Gitau, de Londres, expresó dificultades con las relaciones y con ser abierta sobre este y otros aspectos de su vida con sus compañeros de reparto. 
El comportamiento sexual manifiesto fue mínimo durante las primeras temporadas del programa, relegado principalmente a la discusión. En temporadas posteriores, el nivel de actividad sexual aumentó enormemente, comenzando con la temporada de Miami, que representaba o tocaba actividades como exhibicionismo, frottage, voyeurismo y tríos. 

### Amor no correspondido
Los compañeros de cuarto de Jon Brennan en Los Ángeles especularon que él se había enamorado, o posiblemente se había enamorado, de Irene Berrera. En 2000 Melissa Howard de Nueva Orleans se sintió atraída por Jamie Murray, quien no correspondió. Su compañera de cuarto, Julie Stoffer, albergaba sentimientos similares por Matt Smith, quien tampoco correspondía. En Regreso a Nueva York, Lori Trespicio desarrolló una atracción por Kevin Dunn, aunque solo la veía como una amiga . 

### Compañeros de casa desalojados
Muchas veces, los compañeros de casa han abandonado la casa de Real World (y el elenco) antes de que se completara la producción, debido a conflictos con otros compañeros de habitación, problemas personales, nostalgia o violaciones de las políticas de asignación de trabajo. Los compañeros de cuarto de reemplazo a veces se mudarían como resultado. Compañeros de casa que partieron los conflictos por personales con otros compañeros de casa incluyen David Edwards de Los Ángeles, David "Puck" Rainey de San Francisco, Trisha Cummings de Sídney, Ryan Leslie de Nueva Orleans 2010, y Ashley Mitchell de Ex-Plocion, aunque Rainey, Leslie y Mitchell continuaron apareciendo en episodios posteriores a su partida. Compañeros de casa que se trasladaron a cabo debido a problemas personales de vuelta a casa incluyen Justin Deabler de Hawaii, Shauvon Torres de Sídney y Joi Niemeyer de Portland. Compañeros que se trasladaron debido a la nostalgia incluye Frankie Abernathy de San Diego 2004 y Erika Wasilewski de Washington. Compañeros de casa que fueron desalojados después de ser despedidos de trabajos grupales incluyen a Greg Halstead de Hollywood y Joey Rozmus de Cancún, aunque Rozmus regresó para el final de la temporada. Jenna Thomason y Ceejai Jenkins de Go Big or Go Home, Theo King-Bradley y Peter Romeo de Bad Blood y Clint Wright de Atlanta fueron retirados de la casa después de altercados físicos y comportamiento imprudente. 
Los compañeros de casa también se fueron por otras razones. Irene Barrera se mudó de la casa de Los Ángeles cuando se casó. Irene McGee afirmó que una recaída de la enfermedad de Lyme fue la razón por la que se mudó de la casa de Seattle, aunque en una entrevista previamente no emitida  de su tiempo en el programa que se emitió durante la reunión de 2000 espectáculo, The Real World Reunion 2000, explicó que la razón principal eran sus objeciones éticas a los aspectos de la producción del programa, que caracterizó como un entorno auténtico diseñado para fabricar drama y conflicto, y no el experimento social que se representaba. McGee explicó además que este era un ambiente poco saludable para que ella viviera, y que el estrés y la manipulación de la producción exacerbaron su enfermedad. Joey Kovar se mudó de la casa de Hollywood, temiendo una recaída de drogas y alcohol después de pasar un tiempo en rehabilitación, aunque regresó para el final de esa temporada. Adam Royer de 2011 en Las Vegas fue desalojado del Hard Rock Hotel and Casinoeso que albergó al elenco de esa temporada, después de una serie de incidentes borrachos y destructivos dentro de la suite y acompañando al club nocturno Vanity, aunque regresó para el duodécimo episodio de esa temporada. Brandon Kane de St. Thomas fue el primer miembro del reparto desalojado por no pasar una prueba de drogas al azar durante el rodaje. Lauren Ondersma de Ex-Plosion y Tyara Hooks de Bad Blood salieron de la casa después de descubrir que estaban embarazadas.

### Matrimonio en pantalla
Irene Barrera se casó durante la temporada de Los Ángeles. Pedro Zamora intercambió votos matrimoniales con su novio, Sean Sasser, durante la temporada de San Francisco de 1994. 

### Lidiando con la enfermedad
Pedro Zamora vivió con SIDA. Sucumbió a complicaciones relacionadas con la enfermedad el 11 de noviembre de 1994, horas después de que se emitiera el final de la temporada de San Francisco en 1994. En 2004, el compañero de casa de San Diego, Frankie Abernathy, sufría de fibrosis quística. Murió el 9 de julio de 2007. Sarah Burke de Filadelfia, Paula Meronek de Key West  y Violetta Milerman de Esqueletos sufrieron trastornos alimentarios, anorexia y/o bulimia. Colie Edison de Denver enfrentó la mononucleosis. Ayiiia Elizarrarás de Cancun tenía un historial de abuso de drogas y autolesión, el último de los cuales se manifiesta durante el quinto episodio de la temporada. Recibió tratamiento por ello después de que terminó la filmación, y grabó un anuncio de servicio público con la condición de que se transmitiera al final de ese episodio. Ryan Leslie de Nueva Orleans 2010 sufrió un trastorno obsesivo-compulsivo severo, que tuvo efectos perjudiciales en su relación con el resto del elenco. 
Una enfermedad recurrente con la que varios miembros del reparto han lidiado es la adicción. Mientras que los miembros del reparto que se han embriagado en situaciones sociales durante el rodaje, de Hawaii Ruthie Alcaide, Joey Kovar de Hollywood programas de tratamiento introducidos para la adicción a drogas o alcohol durante el rodaje. Otros miembros del reparto han relatado problemas pasados con la adicción que habían sufrido antes de la filmación, incluidos Chris Beckman de Chicago de 2002,  Brianna Taylor de Hollywood, Ryan Knight de Nueva Orleans 2010, Brandon Kane de St. Thomas y Madison Walls de Esqueletos.

## Temporadas
| Temporada | Título                               | Ciudad                           | Años al aire | N.º de episodios |
| --------- | ------------------------------------ | -------------------------------- | ------------ | ---------------- |
| 1         | The Real World: New York             | Nueva York, Nueva York           | 1992         | 13               |
| 2         | The Real World: California           | Los Ángeles, California          | 1993         | 21               |
| 3         | The Real World: San Francisco        | San Francisco, California        | 1994         | 20               |
| 4         | The Real World: Londres              | Londres, Inglaterra              | 1995         | 23               |
| 5         | The Real World: Miami                | Miami, Florida                   | 1996         | 22               |
| 6         | The Real World: Boston               | Boston, Massachusetts            | 1997         | 23               |
| 7         | The Real World: Seattle              | Seattle, Washington              | 1998         | 20               |
| 8         | The Real World: Hawaii               | Honolulu, Hawái                  | 1999         | 23               |
| 9         | The Real World: New Orleans          | Nueva Orleans, Luisiana          | 2000         | 23               |
| 10        | The Real World: De vuelta a New York | New York City, New York          | 2001         | 22               |
| 11        | The Real World: Chicago              | Chicago, Illinois                | 2002         | 24               |
| 12        | The Real World: Las Vegas            | Las Vegas, Nevada                | 2002–2003    | 28               |
| 13        | The Real World: Paris                | París, Francia                   | 2003         | 25               |
| 14        | The Real World: San Diego            | San Diego, California            | 2004         | 26               |
| 15        | The Real World: Philadelphia         | Filadelfia, Pensilvania          | 2004–2005    | 26               |
| 16        | The Real World: Austin               | Austin, Texas                    | 2005         | 24               |
| 17        | The Real World: Key West             | Key West, Florida                | 2006         | 25               |
| 18        | The Real World: Denver               | Denver, Colorado                 | 2006–2007    | 28               |
| 19        | The Real World: Sydney               | Sídney, Australia                | 2007–2008    | 24               |
| 20        | The Real World: Hollywood            | Los Ángeles, California          | 2008         | 13               |
| 21        | The Real World: Brooklyn             | New York City, New York          | 2009         | 13               |
| 22        | The Real World: Cancun               | Cancún, México                   | 2009         | 12               |
| 23        | The Real World: D.C.                 | Washington D. C.                 | 2009–2010    | 14               |
| 24        | The Real World: New Orleans (2010)   | Nueva Orleans, Luisiana          | 2010         | 12               |
| 25        | The Real World: Las Vegas (2011)     | Las Vegas, Nevada                | 2011         | 13               |
| 26        | The Real World: San Diego (2011)     | San Diego, California            | 2011         | 12               |
| 27        | The Real World: St. Thomas           | Charlotte Amalie, Islas Vírgenes | 2012         | 12               |
| 28        | The Real World: Portland             | Portland, Oregón                 | 2013         | 12               |
| 29        | Real World: Ex-Plosión               | San Francisco, California        | 2014         | 12               |
| 30        | Real World: Esqueletos               | Chicago, Illinois                | 2014–2015    | 13               |
| 31        | Real World: Go Big or Go Home        | Las Vegas, Nevada                | 2016         | 12               |
| 32        | Real World Seattle: Bad Blood        | Seattle, Washington              | 2016–2017    | 12               |
| 33        | The Real World: Atlanta              | Atlanta, Georgia                 | 2019         | 12               |

## Spin-Offs y Programas Relacionados
En 2002, MTV también produjo una película para televisión, The Real World Movie: The Lost Season, aparentemente sobre una temporada de The Real World cuyos miembros del elenco están aterrorizados por un posible miembro rechazado.
En 2008, antes de la emisión de la temporada de Hollywood, el primer Bash de los Premios del Mundo Real se emitió por MTV. Los espectadores votaron la temporada de Austin como su temporada favorita. 
Desde la presentación de The Real World, Bunim/Murray ha introducido una serie de otros reality shows, especialmente Road Rules, en el que cinco extraños (seis en temporadas posteriores) son enviados en un RV de Winnebago y se les pide que viajen a varios lugares y completar ciertas tareas para finalmente obtener una "recompensa hermosa". Otras producciones de Bunim/Murray incluyen The Challenge, que enfrenta a equipos de antiguos alumnos de ambos shows en competencias físicas.
Bunim-Murray también produjo Pedro, una película de 2008 del director Nick Oceano, que dramatizó la vida de Pedro Zamora, incluida su estancia en la casa de The Real World. La película, el primer proyecto guionado de Bunim/Murray desde el concepto original "Real World", no emitido, fue una Selección Oficial en el Festival Internacional de Cine de Toronto 2008. 
En la década de 1990 se produjeron dos ediciones localizadas internacionales, The Real World: Stockholm y The Real World: Visby .

## Crítica

### Autenticidad
Al igual que con otros reality shows, The Real World ha recibido críticas por ser escenificado. Durante un show de reunión con los primeros cuatro actores del mundo real, Heather Gardner, del elenco original de Nueva York, preguntó a algunos miembros del elenco de San Francisco de 1994 si sus situaciones eran reales. Señaló que las situaciones de la temporada original parecían repetirse en las otras encarnaciones, sin llegar a acusarlos de actuar. En una edición de la E! La verdadera historia de Hollywood que destacó la serie, el miembro del reparto Jon Brennan reveló que los productores le pidieron que dijera al aire que sentía odio hacia su compañera de casa Tami Roman por su decisión de abortar, y que se negó a hacerlo, afirmando que aunque él no estaba de acuerdo con su decisión, él no sentía odio hacia ella. Otra acusación es que los productores editan material selectivamente para dar la falsa impresión de ciertas reacciones emocionales o declaraciones de los compañeros de reparto. Rebecca Blasband, miembro del elenco de Nueva York, dice que los productores le pagaron a un hombre $ 100 para invitarla a salir, y que ella terminó ese plan cuando se enteró. Ella también dice que la discusión entre ella y Kevin Powellque se editó en el séptimo episodio de esa temporada para que ambos parecieran más extremos. 
Algunos críticos ven el concepto mismo de estar en "el mundo real" como un nombre inapropiado, afirmando que en el mundo real, las personas no viven en viviendas lujosas de forma gratuita, no se les da trabajo en los medios sin ningún esfuerzo y no se les lleva a lugares exóticos de forma gratuita, una 'reacción' que ha sido 'experimentada' por Judd Winick, quien llama a la serie "realidad en contexto". 

### Comportamiento del reparto
Las primeras temporadas se han revaluado a la luz de la historia, y en comparación con las temporadas posteriores, particularmente en términos del reparto. Escribiendo en 2011, Meredith Blake de The AV Club descubrió que los objetivos de carrera del elenco de la primera temporada eran "ambiciosos, articulados y reflexivos", particularmente en el contexto del momento en que se produjo el programa, cuando los miembros del elenco pudieron haber tratado de ser en la televisión para promover sus objetivos de carrera, pero no para ser personalidades de la televisión de realidad, que no era todavía un objetivo común en el momento, diciendo: "¿Qué es tan curioso sobre el programa de recepción un poco fría crítico es que, en comparación con la realidad actual Jersey Shore , Los Kardashians , las diversas amas de casa reales, The Real World: Nueva York ahora parece increíblemente doloroso, sincero, vigoroso y dulcemente idealista ". Blake contrasta esto con los actores de temporadas posteriores, como la de 2011, que tienden a definirse más por su pasado que por sus objetivos profesionales, y que nunca son desconocen su propia "narrativa" en pantalla.  Además, las temporadas posteriores le dieron a la serie una reputación de comportamiento inmaduro o irresponsable por parte del elenco,  que Nola.com ha descrito como "a veces apta para un informe policial ".  En la pista final de su álbum de palabras habladas Become the Media, el activista Jello Biafra habla sobre una conversación que tuvo con The Real World: miembro del elenco de Seattle Irene McGee, quien fue abofeteada por su compañero de reparto Stephen Williams, diciendo:
Sabemos que el The Real World no es el mundo real. Recientemente conocí a una mujer llamada Irene McGee que renunció a este espectáculo y dijo que ni siquiera la casa era real. Todos los refrigeradores estaban llenos hasta el borde con encurtidos Vlasic entregados diariamente por la carga de la caja junto con galones de néctar de Nantucket. Si bebió algo más, la tripulación se lo quitó de la mano y se aseguró de que la etiqueta de Nantucket Nectar estuviera frente a la cámara. Cuando se fue, otro chico del elenco de The Real World la golpeó y el chico de la cámara no hizo nada ... Cuando ella habló, MTV la demandó. Y Entertainment Weekly calificó a Irene para que se convirtiera en el 47 ° evento más interesante en la televisión de todo ese año ... ¿No puede MTV pensar en una mejor manera de sensibilizar a la audiencia sobre la violencia doméstica que hacer que se vea genial?
McGee ha visitado universidades para hablar sobre la manipulación de los medios y las falsedades de los reality shows. Más tarde comenzó un programa de radio/podcast orientado a la juventud, No One's Listening, cubre una amplia gama de temas relacionados con la cultura pop y los medios de comunicación.

El programa también ha sido acusado de caracterizarse por las payasadas borrachas y sexuales de los actores,  comenzando con la temporada 2002 de Las Vegas .  Existe una concepción más amplia de que se ha vuelto cada vez más superficial con respecto al drama y la angustia representada por parte de los miembros del reparto. Como lo expresó el crítico Benjamin Wallace-Wells:
Ya no es una salida para que los veinteañeros piensen sobre sus futuras carreras, el programa se ha convertido en una fiesta cíclica de tres meses para que los adultos jóvenes se mezclen en bañeras de hidromasaje y se obsesionen con el presente. Los locales han cambiado de mecas creativas como Nueva York y Londres a lugares de vacaciones como Las Vegas y Hawai. MTV ha reajustado el programa para requerir que los personajes participen en concursos o proyectos artificiales de toda la temporada, como organizar un desfile de modas, que los personajes adoptan de la forma en que la mayoría de los adolescentes estadounidenses experimentan las vacaciones de primavera: como una gran fiesta. 
Un 2006 comentario de LA Weekly ' s Nikki Finke refleja los mismos sentimientos:
El programa que una vez profundizó seriamente en temas candentes como la homosexualidad, el SIDA , el racismo, la religión y el aborto ahora estaba presionando deliberadamente los botones de alguien para que esa persona implosione en el aire. 
El Parents Television Council , que ha criticado con frecuencia a MTV, también ha criticado con frecuencia al mundo real por su contenido abiertamente sexual.  Además, esa organización sostiene que debido a que MTV vuelve a ejecutar episodios del mundo real con una simple clasificación " TV-14 " sin el descriptor "L" ( lenguaje ), los padres no pueden bloquear el programa con un V-Chip ,  aunque los informes de respuesta afirman que el V-Chip no depende totalmente de los descriptores de contenido agregados a las clasificaciones generales para funcionar.  Un episodio de El mundo real: San Diegoque se transmitió en enero de 2004 fue objeto de intensas críticas tanto del PTC  como de la American Family Association por su contenido sexual. 

### Diversidad
En diciembre de 2005, Aaron Gillego, columnista de The Advocate , criticó la serie por nunca haber elegido a un hombre asiático en los 13 años de su existencia, opinando que las mujeres asiáticas han sido elegidas en el programa porque los hombres heterosexuales han sido socializados por los medios de comunicación piensen en ellos como bellezas exóticas u objetos sexuales, pero que los hombres asiáticos han sido en gran medida invisibles en los medios populares.  A partir de 2018, un hombre asiático nunca ha sido elegido en los 25 años de existencia del programa.